# Poço da Panela
O Poço da Panela é um bairro nobre do Recife que se localiza na zona norte da cidade. Possui uma área territorial de 87 hectares, uma população residente de 4.006 pessoas e uma taxa geométrica de crescimento anual de 0,45.
O Poço da Panela (Poço) faz fronteira com os bairros de Casa Forte, Casa Amarela, Santana, Iputinga, Cordeiro e Monteiro, além de ser banhado pelo Rio Capibaribe. Surgiu por volta do sécúlo XVIII, pertencendo às terras do Engenho Casa Forte. No início era um simples povoado em meio às grandes plantações de cana-de-açúcar. Porém, a partir de 1746, este perfil começou a ser modificado. Naquele tempo uma grande epidemia de cólera tomou conta do Recife e alguns médicos divulgaram que os banhos, durante o verão, no trecho do Rio Capibaribe que banhava a povoado, eram um milagroso remédio no combate à doença. A notícia se espalhou muito rápido e fez com que essa região começasse a ser frequentada pelos ricos do Recife, que logo construíram ali casarões de veraneio. Foi um bairro predominantemente rural até o início da década de 1970, quando foi dividido em lotes, onde a classe-média comprou-os, construiu as suas casas e passou a morar. Foi um dos bairros mais afetados pela cheia do rio Capibaribe no ano de 1975. O escritor e dramaturgo Ariano Suassuna e o ex-governador do Estado Miguel Arraes foram moradores da região.

## História

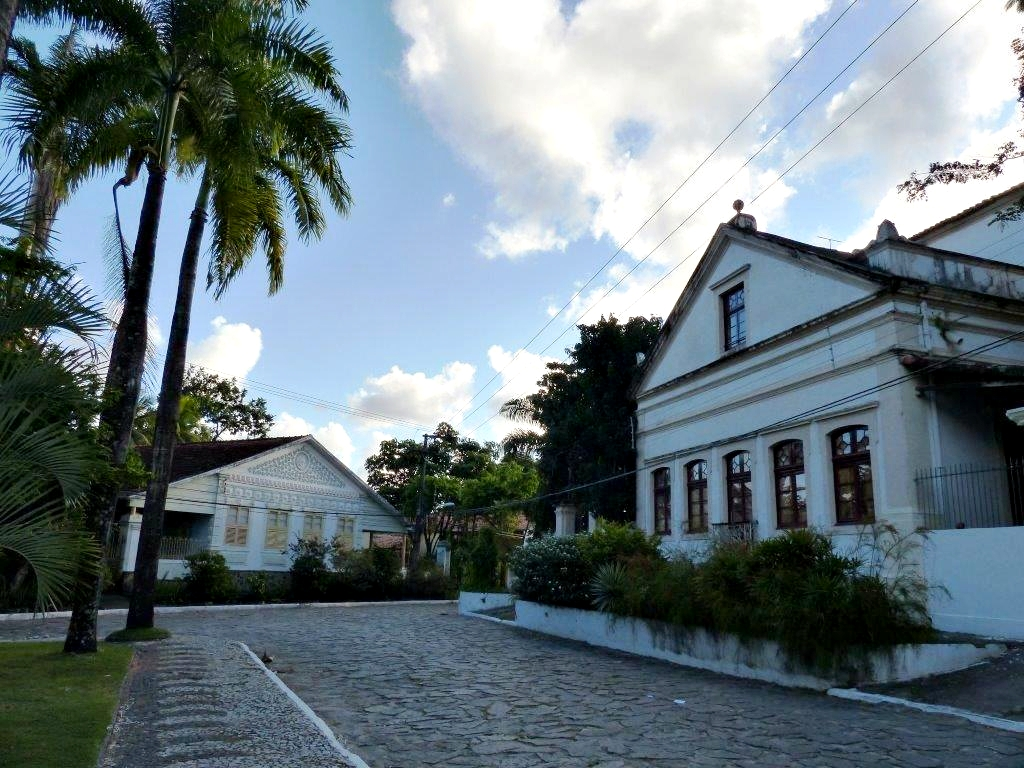
Estrada Real do Poço

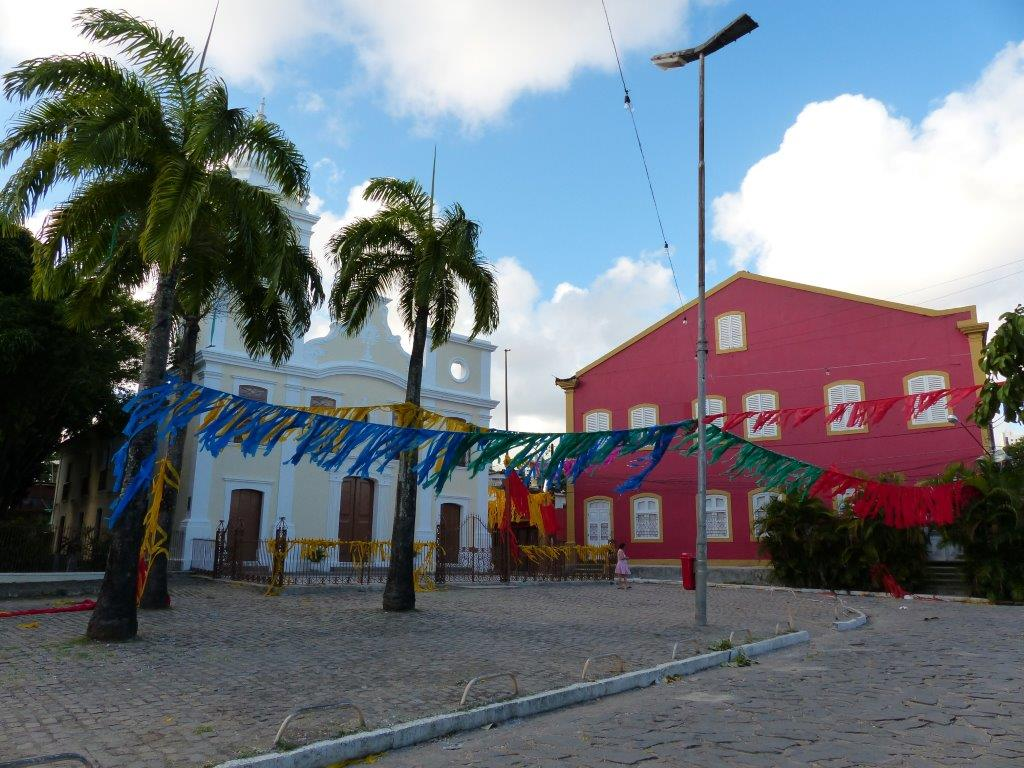
Igreja de Nossa Senhora da Saúde

O Poço da Panela surgiu por volta do século XVIII, pertencendo às terras do Engenho Casa Forte, propriedade de Diogo Gonçalves. O engenho foi construído em terras doadas por Duarte Coelho. No início era um simples povoado em meio às grandes plantações de cana-de-açúcar. Naquele tempo uma grande epidemia de cólera tomou conta do Recife e alguns médicos divulgaram que os banhos, durante o verão, no trecho do Rio Capibaribe que banhava a povoado eram um milagroso remédio no combate à doença.
A notícia se espalhou muito rápido e fez com que essa região começasse a ser frequentada pelos ricos do Recife, que logo construíram ali casarões de veraneio. O povoado cresceu e em 1772 ganhou uma igreja dedicada a Nossa Senhora da Saúde. Foi um bairro predominantemente rural até o início da década de 1970, quando o dividiram em lotes, que foram ocupados pela classe média.
Foi um dos bairros mais afetados pela cheia do rio Capibaribe no ano de 1975. No ano de 2011, ocorreu um boato sobre um novo transbordamento do rio Capibaribe, devido à notícia dada pelo então governador Eduardo Campos da abertura das comportas das barragens do rio Capibaribe. As pessoas logo interpretaram como uma iminente tragédia e o boato se disseminou rapidamente. Alunos de escolas e colégios do entorno e alguns pais entraram em pânico. Houve muita correria e preocupação, acarretando suspensão das aulas. Mas nada aconteceu. Muitos criticaram o governador por ter passado uma informação errada, mas ele desmentiu dizendo que a abertura das comportas era uma forma de evitar novas enchentes, com a intenção de proteger os moradores ribeirinhos.

## Geografia
O bairro faz fronteira com Santana, Casa Forte, Monteiro e Casa Amarela, na Zona Norte; e os bairros da Torre, Cordeiro e Iputinga, todos situados na Zona Oeste. Possui clima tropical atlântico segundo a classificação de Köppen, possuindo uma temperatura média inferior de, pelo menos, tres graus em relação ao resto da cidade .

## Atualidade

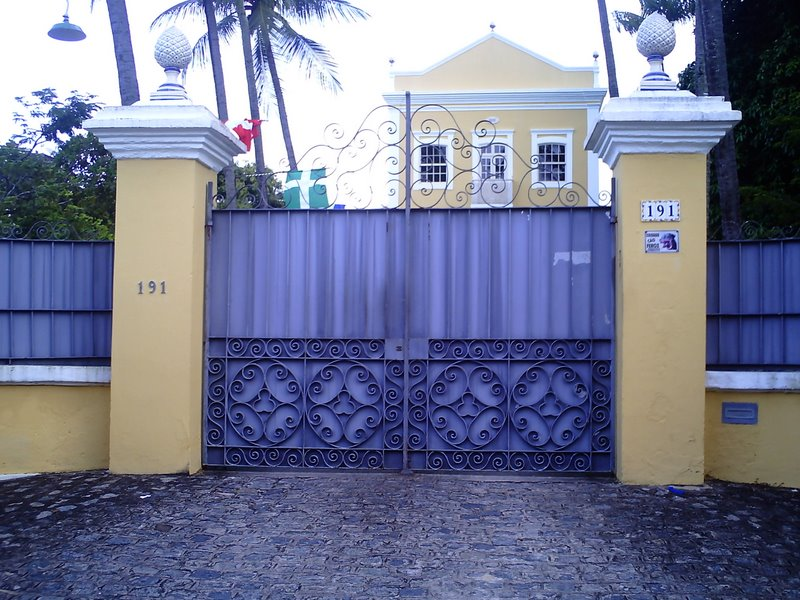
Residência dos Arautos do Evangelho no Recife.

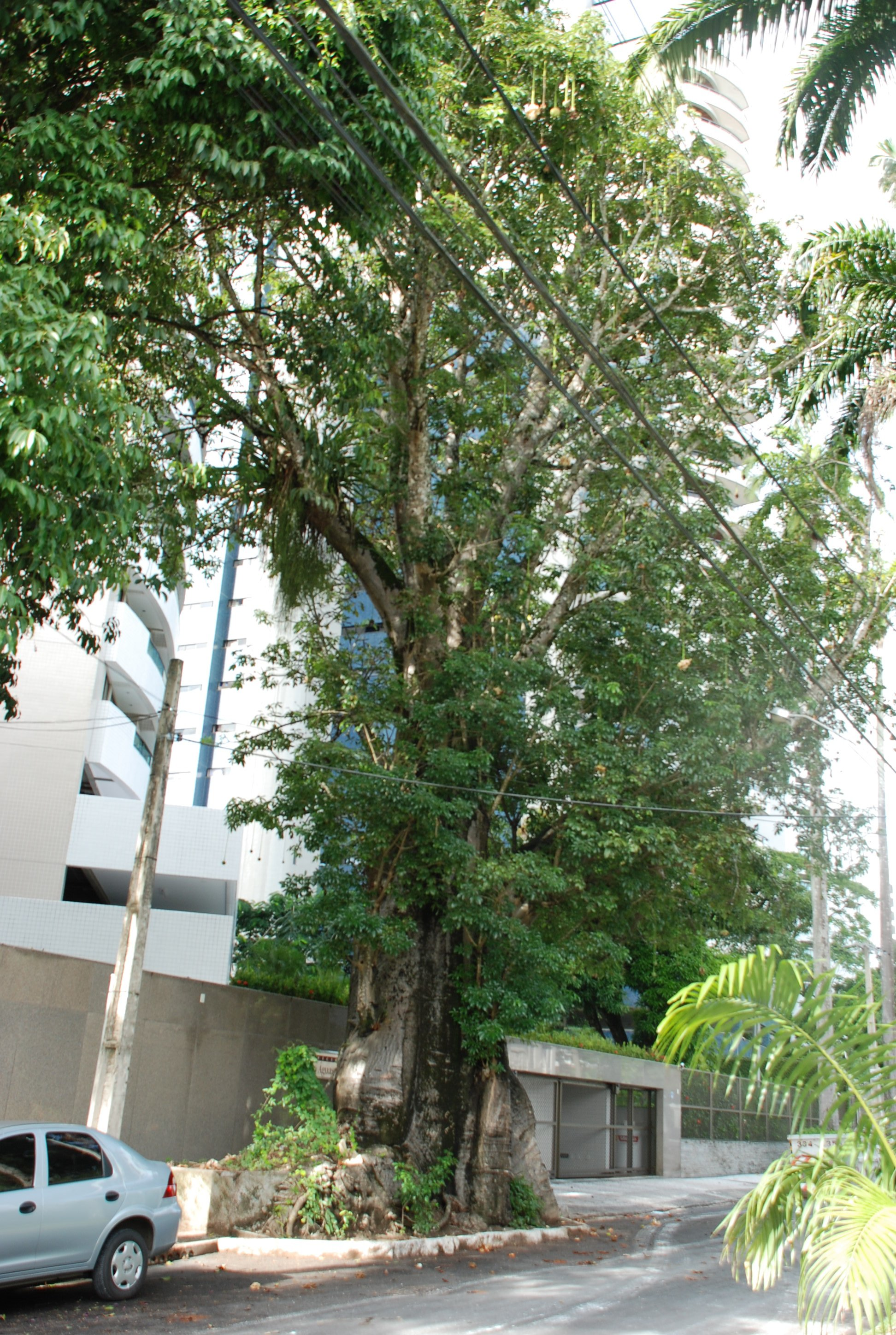
Baobá no Poço da Panela.

O Poço da Panela possui a proibição de construção de arranha-céus, pois é uma área tombada pela prefeitura de Recife, sendo uma Zona Especial de Preservação do Patrimônio Histórico e Cultural (ZEPH), assim como outras 32 localidades da cidade.
Os quintais são repletos de árvores frutíferas, como mangueiras, sapotizeiros, oitizeiros, cajueiros, jaqueiras, entre muitas outras. Até o seu Carnaval é saudosista, pois é de lá que sai o bloco lírico Pára-quedista Real, arrastando admiradores ao som de antigos frevos-de-bloco. Mas também existe espaço para os ritmos modernos com os blocos Guaiamum Treloso e De Bar em Bar. Possui dois colégios particulares: o Centro Escolar Carochinha e o Colégio Ethos.
Algumas ruas novas foram calçadas, pavimentadas ou requalificadas com a intenção de melhorar a qualidade de vida dos moradores e desafogar o trânsito da Avenida 17 de Agosto, que recebe cada vez mais automóveis. Por ali quase não há comércio nem linhas de ônibus. Tem a Estrada Real do Poço como via principal da localidade e a Igreja de Nossa Senhora da Saúde (ambos tombados pelo Patrimônio Histórico). O bairro possui a Biblioteca Comunitária do Poço da Panela, criada em 2011 e com 120 crianças cadastradas. Coordenada pelo jornalista Samarone Lima, a biblioteca conta com doações e possui grande demanda de livros infanto-juvenis. Nele, está instalado o centro de triagem do IBAMA, instalado em um chalé na Avenida 17 de Agosto. Preserva um baobá, árvore oriunda de Madagascar,  raras no Brasil, essas árvores se concentram principalmente no estado de Pernambuco, onde há 16 espécimes catalogados.
Os espaços públicos do bairro estão em estado de abandono. A Praça de Nossa Senhora da Saúde, hoje é utilizada apenas por lavadores informais de carros e vendedores ambulantes. Um dos piores retratos dessa realidade é a falta de respeito pela imagem do abolicionista José Mariano. O bairro vinha apresentando um aumento no número de assaltos. No Poço da Panela,  o crescimento de casos foi de 66%, de três para cinco ocorrências.

## Principais ruas
- Estrada Real do Poço[20]
- Rua Dona Olegarinha da Cunha[20]
- Rua Luiz Guimarães[20]
- Rua Dos Arcos[20]
- Rua Oliveira Góes[20]
- Rua do Chacon[20]
- Rua Irmã Maria da Paz[20]
- Rua Marechal Bittencourt[20]
- Rua Tito Livio[20]

## Moradores ilustres
- Ariano Suassuna - escritor.[6]
- Miguel Arraes - governador de Pernambuco.[7]
- José Mariano - abolicionista.[21]
- Dona Olegarinha - esposa de José Mariano.[21]
- Maciel Monteiro - poeta.[22]